# دوري محترفين تي تي 2008
دوري محترفين تي تي 2008 هو موسم من دوري محترفين تي تي. كان عدد الأندية المشاركة فيه 10، وفاز فيه سان جوان جابلوتي.